# Peter Salem
Pour les articles homonymes, voir Salem.
Peter Salem, né vers 1750 à Framingham dans l'actuel état du Massachusetts et mort dans la même ville en 1816, est un esclave affranchi Afro-Américain qui s'est distingué par son comportement comme un héros durant la guerre d'indépendance des États-Unis.

## Biographie
Esclave de Jeremiah Belknap, Salem est vendu à Lawson Buckminster qui lui donne sa liberté pour s'enrôler dans l'Armée continentale. Il participe à la bataille de Lexington et Concord avant de rejoindre le 6th Massachusetts Regiment (en) de John Nixon (military) (en). À la bataille de Bunker Hill, selon divers historiens comme Samuel Swett et Emory Washburn, Peter Salem aurait mortellement blessé d'un coup de mousquet le major John Pitcairn,. S'il ne fait aucun doute que John Picairn a été abattu par un Afro-Américain, en revanche, des débats se sont ouverts pour savoir s'il s'agissait de Peter Salem ou d'un autre héros afro-américain portant le nom de Salem comme Salem Poor (en),,.
Il participe également aux batailles de Saratoga et  de Stony Point (en).
Ces divers faits d'armes font de lui un des héros afro-américains de la guerre d'indépendance,.
Peter Salem repose au Church Hill Cemetery de Framingham

## Postérité
Il serait présent sur le tableau The Death of General Warren at the Battle of Bunker's Hill, June 17, 1775 de John Trumbull,.
En 1882, la ville de Framingham érige une statue en son honneur.

## Pour approfondir

#### Notices dans encyclopédies et ouvrage de références
- (en-US) Susan Altman, Extraordinary Black Americans : From Colonial to Contemporary Times, Chicago, Illinois, Childrens Press (réimpr. 1993) (1re éd. 1989), 241 p. (ISBN 9780516005812, OCLC 1034664063, lire en ligne), p. 20-21,
- (en-US) Donald R. Wright, African Americans in the Colonial Era : From African Origins Through the American Revolution, Arlington, Heights, Illinois, Harlan Davidson, coll. « American History Series » (réimpr. 2000, 2010, 2017) (1re éd. 1990), 185 p. (ISBN 9780882958323, OCLC 1409188167, lire en ligne),
- (en-GB) Peter H. Wood, Strange New Land : Africans in Colonial America, Oxford, Royaume-Uni, Oxford University Press (réimpr. 2002, 2003) (1re éd. 1995), 140 p. (ISBN 9788176494335, OCLC 69844136, lire en ligne),
- (en-US) Daniel C. Littlefield, Revolutionary Citizens : African Americans 1776-1804, New York, Oxford University Press, USA, 1997, 152 p. (ISBN 9780195087154, OCLC 34675832, lire en ligne),
- (en-US) Judith E. Harper, African Americans and the Revolutionary War, Chanhassen, Minnesota, Child's World, coll. « Journey to Freedom » (réimpr. 2001, 2022) (1re éd. 2000), 48 p. (ISBN 9781567667455, OCLC 1262763072, lire en ligne),
- (en-US) Colin A. Palmer (dir.), Encyclopedia Of African American Culture And History : The Black Experience In The Americas, vol. 5 : Q-Z, Detroit, Michigan, Macmillan Reference USA (réimpr. 2006) (1re éd. 2005), 2377 p. (ISBN 9780028658162, OCLC 758816918, lire en ligne), p. 1997-1998,
- (en-US) Nell Irvin Painter, Creating Black Americans : African-American History and Its Meanings, 1619 to the Present, New York, Oxford University Press, USA (réimpr. 2006, 2007) (1re éd. 2005), 476 p. (ISBN 9780195137569, OCLC 1341821311, lire en ligne),

#### Essais et biographies
- (en-US) Eric Oatman, Peter Salem, Hero of the Revolution, Boston, Massachusetts, Houghton Mifflin, coll. « American Revolution » (réimpr. 2005) (1re éd. 2004), 20 p. (ISBN 9780618463459, OCLC 317054526, lire en ligne),

#### Articles
- (en-US) K. Thompson, « Peter Salem, the Hero », Negro History Bulletin, vol. 7, no 2,‎ novembre 1943, p. 46-47 (3 pages) (lire en ligne). ,

- (en-US) James W. St. G. Walker, « Blacks as American Loyalists: The Slaves' War for Independence », Historical Reflections / Réflexions Historiques, vol. 2, no 1,‎ été 1975, p. 51-67 (17 pages) (lire en ligne ),
- (en-US) Sylvia R. Frey, « Between Slavery and Freedom: Virginia Blacks in the American Revolution », The Journal of Southern History, vol. 49, no 3,‎ août 1983, p. 375-398 (24 pages) (lire en ligne ),
- (en-US) Noel B. Poirier, « A Legacy of Integration: The African American Citizen–Soldier and the Continental Army », Army History, no 56,‎ 2002, p. 16-25 (10 pages) (lire en ligne ),